# Grill
株式会社Grill（グリル）は、経営/マーケティング戦略支援やSNS運用支援、動画マーケティングなどを行う企業である。
経営・マーケティング支援業務（コンサルティング）を行う一方、自ら店舗などの事業経営も行う。
2019年10月に株式会社Gunosyと株式会社サニーサイドアップの合弁会社として設立されたが、2023年3月に代表取締役の岩館大地がマネジメントバイアウトを行い、両社からは独立している。

## 概要
経営コンサルティングやマーケティング戦略の立案、SNSの運用・制作を主な業務とする。
Gunosyのデジタル・コミュニケーション領域におけるデータ分析・マーケティング力と、サニーサイドアップの企画力とコミュニケーションノウハウという両社の2つの強みが掛け合わさった会社。
2019年10月、株式会社Gunosy（代表取締役CEO：竹谷祐哉）と、株式会社サニーサイドアップ（代表取締役社長：次原悦子）は、デジタルとリアル領域を横断する包括的なコミュニケーションサービスの提供を目的として設立された。
2020年、さらば青春の光や松丸亮吾のYouTubeチャンネルの企画・制作を行っており、SNS運用の経験が豊富。
その後、Gunosyで培ったデータ分析力を活かして、TikTokやInstagramなどにサービスを広げていき、様々な運用セミナーを行う。
2023年3月、経営コンサルティングやマーケティングコンサルティングに事業領域を拡げ、マネジメントバイアウトにより独立。美容系有名インフルエンサーを採用し、SNSが集客の軸となる美容業界において、X Clinicなどのマーケティング支援などを行う。
現在は、人材採用支援会社や投資信託会社など、幅広い業種の経営・マーケティングコンサルティングを行なっている。

## 経営陣

### 岩館大地
2007年早稲田実業高等学校を卒業、2011年に早稲田大学創造理工学部経営システム工学科を卒業、2013年に同大学院経営システム工学専攻を卒業。
2013年に外資系戦略コンサルティング会社のArthur D. Littleに入社。
2017年にGunosyに入社、プロモーションチームや経営企画・IRなどのマネジメント経験を経て、その後コンテンツマーケティング事業部部長に就任。
2019年に代表取締役としてGrill立ち上げを行い、全社戦略策定や組織マネジメントなど全般を行う。

### 鵜飼晃弘
2015年にOisix HongKong 董事総経理（取締役社長）に就任。
2017年にEmooveを創業し代表取締役に就任。
2019年に株式会社Grillへ参画。Grillでは、動画マーケティング事業責任者として、戦略策定や営業統括、組織マネジメント、採用活動を担当。